# كراش أوف ذا تايتنز
كراش أوف ذا تايتنز (بالإنجليزية: Crash of the Titans)‏ هي لعبة فيديو مغامرات صدرت في 2007 طورتها راديكال إنترتينمنت ونشرتها سييرا إنترتينمنت. وهي متوفرة على أجهزة إكس بوكس 360 وبلاي ستيشن 2 وبلاي ستيشن بورتبل وغيم بوي أدفانس ونينتندو دي أس ووي.

## القصة
تدور قصة اللعبة عن خطف دكتور نيو كورتيكس لكوكو و أكو أكو وتجميد كرانش فيقوم كراش بتحرير أكو أكو ويستخدمه للتحكم بالميوتنز (الوحوش في اللعبة) و يقاتل بها الأعداء خلال المراحل أعوان دكتور نيو كورتيكس إن جين و تايني و غيرهم ويهزم أوكا أوكا ولكن هذه المرة الزعيم الأخير تكون نينا حيث ربطت دكتور كورتيكس لتواجه كراش فيهزمها كراش ويحرر كوكو وتسقط آله كورتيكس على كرانش فيتحرر ويهرب دكتور نيو كورتيكس ونينا.

## روابط خارجية
- كراش أوف ذا تايتنز على موقع IMDb (الإنجليزية)
- الموقع الرسمي
 (بالإنجليزية)